# Leptocometes barbiscapus
Leptocometes barbiscapus es una especie de escarabajo longicornio del género Leptocometes, tribu Acanthocinini, subfamilia Lamiinae. Fue descrita científicamente por Bates en 1872.
El período de vuelo de la especie se presenta durante los meses de mayo, junio y julio.

## Descripción
Mide 11,66 milímetros de longitud.

## Distribución
Se distribuye por Costa Rica, El Salvador, Guatemala, Honduras, Nicaragua y Panamá.